# Tennistoernooi van Dubai 2005
|                                            |  |                                      |
| Lindsay Davenport, winnares bij de vrouwen |  | Roger Federer, winnaar bij de mannen |

Het tennistoernooi van Dubai van 2005 werd van 21 februari tot en met 5 maart 2005 gespeeld op de hardcourt-buitenbanen van het Aviation Club Tennis Centre in Dubai, de hoofdstad van het gelijknamige emiraat in de Verenigde Arabische Emiraten. De officiële naam van het toernooi was Dubai Duty Free Women's Open voor de vrouwen – voor de mannen werd The Dubai Tennis Championships gehanteerd.
Het toernooi bestond uit twee delen:
- ATP-toernooi van Dubai 2005, het toernooi voor de mannen, van 21 tot en met 27 februari
- WTA-toernooi van Dubai 2005, het toernooi voor de vrouwen, van 28 februari tot en met 5 maart

ATP-toernooi van Dubai – WTA-toernooi van Dubai

2001 · 2002 · 2003 · 2004 · 2005 · 2006 · 2007 · 2008 · 2009 · 2010 · 2011 · 2012 · 2013 · 2014 · 2015 · 2016 · 2017 · 2018 · 2019 · 2020 · 2021 · 2022 · 2023 · 2024 · 2025